# マイケル・ケイン
サー・マイケル・ケイン（Sir Michael Caine, CBE、1933年3月14日 - ）は、イギリスの元俳優。

## 経歴
南ロンドンの現サザーク区のロザリス（en）で生まれ、キャンバーウェルで育った。第二次世界大戦中はロンドン北方160 kmにあるノーフォークの村ノース・ランクトン（en）へ疎開した。戦後、兵役でベルリンや韓国に赴いた後、舞台監督の助手などを務めながら演技を志し、ロンドンの演劇学校で学び、舞台俳優となった。
デビューしたときのステージネームはマイケル・スコット（Michael Scott）であったが、同名の俳優がいたため、その名を変更しなければならなかった。ロンドンのレスター・スクウェアの電話ボックスでエージェントと名前変更の話をしていたとき、辺りを見回すとオデオンで偶然『ケイン号の叛乱』が上映されており、姓をケインに決定した。後年インタビューで、その時上映されていた映画が『101匹わんちゃん大行進』だったなら、名前は「マイケル・101・ダルメシアン」だったろうと冗談交じりに話した。
1956年、『韓国の丘』の脇役としてスクリーンデビュー。下積みが長かったが、1964年の『ズール戦争』の陸軍中尉役で注目され、1965年にはレン・デイトンのスパイ小説を原作とした『国際諜報局』で主演。この映画では『007』シリーズのジェームズ・ボンドのアンチテーゼである、眼鏡を掛けたシニカルなサラリーマンスパイのハリー・パーマーを飄々と演じた。『ハリー・パーマー』シリーズは続編2作が作られ、ケインは一躍人気を得る。クールでシニカルなキャラクターは、その後もケインの得意とする役柄となった。
続いて主演した『アルフィー』のプレイボーイ役では、全米映画批評家協会賞最優秀男優賞を受賞し、アカデミー主演男優賞候補となった。その他に、当時遥かに格上だった名優ローレンス・オリヴィエと五分に渡り合う演技をみせた『探偵スルース』、『リタと大学教授』、『愛の落日』でもアカデミー主演男優賞候補となる。そして『ハンナとその姉妹』、『サイダーハウス・ルール』で、二度の助演男優賞を受賞している。

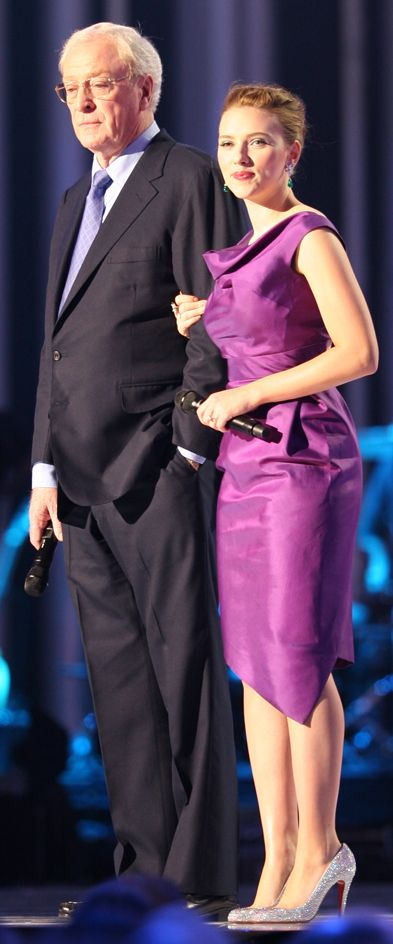
2008年、ノーベル平和賞コンサートでスカーレット・ヨハンソンと

叙情的なシリアスプレイからコメディでの好色でとぼけた役までその演技の幅は広いが、スケジュールと出演料の都合さえあえば作品を選ばない主義である。そのため出演作品は非常に多く、時に『スウォーム』、『ポセイドン・アドベンチャー2』、『沈黙の要塞』などの失敗作や、『オースティン・パワーズ ゴールドメンバー』のような怪作にも出演している。また太平洋戦争末期の日本軍と連合軍とのジャングルでの戦闘を描いた『燃える戦場』では、イギリス軍二等兵役で、日本軍少佐役の高倉健と共演した。
最初のアカデミー助演男優賞の受賞の際には、『ジョーズ'87 復讐篇』（ビデオ題名『ジョーズ4/復讐編』）の撮影でバハマ滞在中であったため授賞式を欠席している。その『ジョーズ'87』は1987年度のラジー賞で7部門にノミネートされ、マイケル・ケイン自身もワースト助演男優賞にノミネートされてしまった。帰国後にテレビのトークショーに出演し、「制作者のみんな、オスカーをもらったからってギャラをふっかけないから安心してくれ」と発言した。2度目の助演男優賞を受賞した2000年のアカデミー賞授賞式では、出演作の多さを司会のビリー・クリスタルに「授賞式の休憩中にも1本撮るのかい?」とネタにされた。
スパイ「ハリー・パーマー」役で著名となったケインは、ジェームズ・ボンド役を演じたショーン・コネリー、ロジャー・ムーア、ピアース・ブロスナンと共演し、主役を演じた経験がある（コネリーとは『王になろうとした男』、ムーアとは『ダブルチェイス』、ブロスナンとは『第四の核』で共演）。また、前出のオスカー授賞式に欠席した翌年にプレゼンターとして出演した際、コネリー（ちなみにこの年の最優秀助演男優賞を受賞）、ムーアと3人で壇上に上がり、丁々発止のやり取りで会場の爆笑を誘っている。
ジュード・ロウとは縁あってか、『アルフィー』と『探偵スルース』のリメイクでは、かつてケインが演じた役をロウが演じており、後者ではケイン自身もローレンス・オリヴィエがオリジナル作品で演じた役で出演している。
キャリアへの評価から、1993年には英国女王エリザベス2世からCBE勲章（Commander of the British Empire）を授賞された。更に2000年には長年の活動を称えられてナイトに叙され、Sir（サー）の称号を受けた。
近年では劇中内で死にゆく今際の際の老人役に抜擢される事が多い他、クリストファー・ノーラン監督作に頻繁に出演しており、『バットマン ビギンズ』以降7作品に出演している。英Total Film誌が発表した、「映画史に残る監督と俳優のコラボレーション50組」では26位に選ばれている。
2015年、『グランドフィナーレ』で第28回ヨーロッパ映画賞で男優賞を受賞。また、栄誉賞も同時に贈られた。
2023年、番組「Best of Today」（BBC Radio 4）に出演し、主演した最新作である『ザ・グレイト・エスケイパー（原題）/The Great Escaper』で俳優引退を決意したことを発表した。

## 私生活
1955年にパトリシア・ヘインズと結婚。1子をもうけるが1958年に離婚。1973年に再婚したシャキーラ・ケインは、夫の主演作『王になろうとした男』に特別出演している。シャキーラとの間にも1子いる。
チェルシーFCのサポーターでもある。

## 主な出演作品
| 年   | 題名                                                                  | 役名                                              | 備考                                              | 吹き替え                                                                     |
| ---- | --------------------------------------------------------------------- | ------------------------------------------------- | ------------------------------------------------- | ---------------------------------------------------------------------------- |
| 1950 | 暁の出航 Morning Departure                                            | Teaboy                                            | クレジットなし                                    |                                                                              |
| 1956 | Panic in the Parlour                                                  | 水兵                                              | クレジットなし                                    | N/A                                                                          |
| 1956 | 韓国の丘 A Hill in Korea                                              | Pvt. Lockyer                                      | 日本劇場未公開                                    |                                                                              |
| 1957 | 最後の決死隊 The Steel Bayonet                                        | ケイン                                            | クレジットなし                                    |                                                                              |
| 1957 | How to Murder a Rich Uncle                                            | Gilrony                                           |                                                   | N/A                                                                          |
| 1958 | A Woman of Mystery                                                    | Minor Role                                        | クレジットなし                                    | N/A                                                                          |
| 1958 | スパイ戦線 Carve Her Name with Pride                                  | 空軍中佐                                          | クレジットなし                                    |                                                                              |
| 1958 | 鍵 The Key                                                            | Bit part                                          | クレジットなし                                    |                                                                              |
| 1958 | Blind Spot                                                            | ジョニー・ブレント                                |                                                   | N/A                                                                          |
| 1960 | カイロ作戦命令 Foxhole in Cairo                                       | ハンス                                            |                                                   |                                                                              |
| 1962 | 新・泥棒株式会社 The Wrong Arm of the Law                             | ケイレブ                                          |                                                   |                                                                              |
| 1964 | ズール戦争 Zulu                                                       | ブロムヘッド                                      |                                                   |                                                                              |
| 1965 | 国際諜報局 The Ipcress File                                           | ハリー・パーマー                                  |                                                   | 金内吉男                                                                     |
| 1965 | 駆逐艦ベッドフォード作戦 The Bedford Incident                         | アリソン中佐                                      |                                                   | 不明                                                                         |
| 1966 | アルフィー Alfie                                                      | アルフィー・エイキンズ                            |                                                   | 伊武雅刀                                                                     |
| 1966 | 泥棒貴族 Gambit                                                       | ハリー・トリスタン・ディーン                      |                                                   | 金内吉男                                                                     |
| 1966 | パーマーの危機脱出 Funeral in Berlin                                  | ハリー・パーマー                                  |                                                   | 羽佐間道夫                                                                   |
| 1967 | 夕陽よ急げ Hurry Sundown                                              | ヘンリー・ウォレン                                |                                                   | 羽佐間道夫                                                                   |
| 1967 | 女と女と女たち Woman Times Seven                                      | よそ者                                            |                                                   | 不明                                                                         |
| 1967 | 10億ドルの頭脳 Billion Dollar Brain                                   | ハリー・パーマー                                  |                                                   | 谷口節                                                                       |
| 1968 | 大侵略 Play Dirty                                                     | ダグラス大尉                                      |                                                   | 広川太一郎                                                                   |
| 1968 | 恐怖の落し穴 Deadfall                                                 | ヘンリー                                          | 日本劇場未公開                                    |                                                                              |
| 1968 | 怪奇と幻想の島 The Magus                                              | ニコラス                                          | 日本劇場未公開                                    |                                                                              |
| 1969 | ミニミニ大作戦 The Italian Job                                        | チャーリー・クローカー                            |                                                   | 広川太一郎（機内上映版） 羽佐間道夫（東京12ch版）                            |
| 1969 | 空軍大戦略 Battle of Britain                                          | キャンフィールド少佐                              |                                                   | 若本規夫                                                                     |
| 1969 | 燃える戦場 Too Late the Hero                                          | トッシュ・ハーン                                  |                                                   | 広川太一郎                                                                   |
| 1970 | 最後の谷 The Last Valley                                              | 傭兵の隊長                                        |                                                   | 福田豊土                                                                     |
| 1971 | 狙撃者 Get Carter                                                     | ジャック・カーター                                |                                                   | 不明                                                                         |
| 1971 | スコットランドは死なず/戦場をかけぬけた男たち Kidnapped               | アラン                                            | 日本劇場未公開                                    |                                                                              |
| 1972 | ある愛のすべて Zee and Co.                                            | ロバート                                          |                                                   |                                                                              |
| 1972 | 探偵スルース Sleuth                                                   | マイロ・ティンドル                                |                                                   | 羽佐間道夫                                                                   |
| 1972 | 悪の紳士録 Pulp                                                       | ミッキー・キング                                  | 日本劇場未公開                                    |                                                                              |
| 1974 | ドラブル The Black Windmill                                           | ジョン・タラント                                  |                                                   | 井上孝雄                                                                     |
| 1974 | マルセイユ特急 The Maseille Contact                                   | ジョン                                            |                                                   | 羽佐間道夫                                                                   |
| 1975 | ケープタウン The Wilby Conspiracy                                     | ジム                                              |                                                   | 羽佐間道夫                                                                   |
| 1975 | 愛と哀しみのエリザベス The Romantic Englishwoman                      | ルイス・フィールディング                          | 日本劇場未公開                                    |                                                                              |
| 1975 | 王になろうとした男 The Man Who Would Be King                          | ピーチ・カーネハン                                |                                                   | 羽佐間道夫（テレビ朝日版） 大平透（機内上映版）                              |
| 1976 | ニューヨーク一獲千金 Harry and Walter Go to New York                  | アダム                                            |                                                   | 納谷六朗                                                                     |
| 1976 | 鷲は舞いおりた The Eagle Has Landed                                   | クルト・シュタイナー大佐                          |                                                   | 広川太一郎                                                                   |
| 1977 | 遠すぎた橋 A Bridge too Far                                           | J・O・E・ヴァンデリュア中佐                       |                                                   | 小林修（日本テレビ版） 花輪英司（日本テレビ版追加収録） 目黒光祐（ソフト版） |
| 1977 | シルバー・ベアーズ Silver Bears                                       | フレッチャー                                      | 日本劇場未公開                                    |                                                                              |
| 1978 | カリフォルニア・スイート California Suite                             | シドニー・コーコラン                              |                                                   | 金内吉男                                                                     |
| 1978 | スウォーム The Swarm                                                  | ブラッドフォード・クレイン                        |                                                   | 広川太一郎                                                                   |
| 1978 | アシャンティ Ashanti                                                  | Dr. David Linderby                                |                                                   | 金内吉男                                                                     |
| 1979 | ポセイドン・アドベンチャー2 Beyond The Posseidon Adventure            | マイク・ターナー                                  |                                                   | 森川公也（日本テレビ版） 堀勝之祐（TBS版）                                   |
| 1980 | 殺しのドレス Dressed to Kill                                          | ロバート・エリオット                              |                                                   | 金内吉男（TBS版） 羽佐間道夫（テレビ朝日版） 銀河万丈（DVD版）               |
| 1980 | アイランド The Island                                                 | ブレア・メイナード                                |                                                   | 小林勝彦（日本テレビ版） 羽佐間道夫（テレビ朝日版）                          |
| 1981 | キラーハンド The Hand                                                 | ジョナサン・ランズデール                          |                                                   |                                                                              |
| 1981 | 勝利への脱出 Escape to Victory                                        | ジョン・コルビー                                  |                                                   | 瑳川哲朗                                                                     |
| 1982 | デストラップ・死の罠 Deathtrap                                        | シドニー・ブリュール                              |                                                   | 堀勝之祐                                                                     |
| 1983 | ジグソーマン The Jigsaw Man                                           | フィリップ・キンバリー / セルゲイ・クズミンスキー | 日本劇場未公開                                    |                                                                              |
| 1983 | リタと大学教授 Educating Rita                                         | フランク・ブライアント                            | 日本劇場未公開                                    |                                                                              |
| 1983 | 愛と名誉のために The Honorary Consul                                  | チャーリー・フォートナム                          | 日本劇場未公開                                    |                                                                              |
| 1984 | アバンチュール・イン・リオ Blame It on Rio                            | マシュー                                          | 日本劇場未公開                                    |                                                                              |
| 1985 | レゲエdeゲリラ Water                                                  | Baxter                                            | 日本劇場未公開                                    |                                                                              |
| 1985 | 第三帝国の遺産 The Holcroft Covenant                                  | ノエル・ホルクロフト                              | 日本劇場未公開                                    |                                                                              |
| 1986 | ハンナとその姉妹 Hannah and Her Sisters                               | エリオット                                        | アカデミー助演男優賞 受賞                         | 羽佐間道夫                                                                   |
| 1986 | くたばれ!ハリウッド Sweet Liberty'                                    | エリオット・ジョーンズ                            | 日本劇場未公開                                    |                                                                              |
| 1986 | モナリザ Mona Lisa                                                    | モートウェル                                      |                                                   |                                                                              |
| 1986 | ハーフムーン・ストリート Half Moon Street                             | サム・ブルベック                                  |                                                   |                                                                              |
| 1986 | 影の軍隊 The Whistle Blower                                           | フランク・ジョーンズ                              | 日本劇場未公開                                    |                                                                              |
| 1986 | 第四の核 The Fourth Protocol                                          | ジョン・プレストン                                | 兼製作総指揮 日本劇場未公開                       |                                                                              |
| 1987 | ジョーズ'87 復讐篇 Jaws: The Revenge                                  | ホーギー                                          |                                                   | 小林修（日本テレビ版） 羽佐間道夫（テレビ朝日版）                            |
| 1987 | 恋はお手あげ Surrender                                                | ショーン                                          | 日本劇場未公開                                    |                                                                              |
| 1988 | 迷探偵シャーロック・ホームズ/最後の冒険 Without a Clue                | シャーロック・ホームズ / レジナルド・キンケイド   |                                                   |                                                                              |
| 1988 | ペテン師とサギ師/だまされてリビエラ Dirty Rotten Scoundrels           | ローレンス・ジェイミーソン                        |                                                   | 中村正                                                                       |
| 1988 | 切り裂きジャック Jack the Ripper                                      | フレデリック・アバライン                          | テレビ映画                                        |                                                                              |
| 1990 | ショック・トゥ・ザ・システム/殺意のシステム A Shock to the System     | グラハム・マーシャル                              |                                                   |                                                                              |
| 1990 | MR.デスティニー Mr. Destiny                                           | マイク                                            |                                                   | 小林修                                                                       |
| 1990 | ダブルチェイス/俺たちは007じゃない Bullseye!                          | シドニー・リプトン / ドクター・ヒックラー         |                                                   |                                                                              |
| 1992 | カーテンコール/ただいま舞台は戦闘状態 Noises Off                      | ロイド・フェローズ                                | 日本劇場未公開                                    | 池田勝                                                                       |
| 1992 | ブルー・アイス Blue Ice                                               | ハリー・アンダース                                | 兼製作                                            | 小林勝彦                                                                     |
| 1992 | マペットのクリスマス・キャロル The Muppet Christmas Carol             | スクルージ                                        |                                                   | 池田勝                                                                       |
| 1994 | 沈黙の要塞 On Deadly Ground                                           | マイケル・ジェニングス                            |                                                   | 柴田秀勝（ソフト版） 小林修（テレビ朝日版）                                  |
| 1995 | 国際諜報員ハリー・パーマー/Wスパイ Bullet to Beijing                  | ハリー・パーマー                                  | 日本劇場未公開                                    |                                                                              |
| 1996 | ブラッド&ワイン Blood & Wine                                          | ヴィク                                            |                                                   | 池田勝                                                                       |
| 1996 | 国際諜報員ハリー・パーマー/三重取引 Midnight in Saint Petersburg      | ハリー・パーマー                                  | 日本劇場未公開                                    |                                                                              |
| 1997 | マンデラとデクラーク Mandela and de Klerk                             | フレデリック・ウィレム・デクラーク                | テレビ映画                                        |                                                                              |
| 1997 | ディープ・シー20000 20,000 Leagues Under the Sea                      | ネモ船長                                          | テレビ映画                                        | 長嶝高士（VHS版） 有川博（NHK-BS2版）                                        |
| 1998 | リトル・ヴォイス Little Voice                                         | レイ・セイ                                        |                                                   | 有川博                                                                       |
| 1999 | ニューヨークの亡霊 Curtain Call                                       | マックス・ゲイル                                  | 日本劇場未公開                                    | 中村正                                                                       |
| 1999 | サイダーハウス・ルール The Cider House Rules                          | ウィルバー・ラーチ医師                            | アカデミー助演男優賞 受賞                         | 中村正（ソフト版） 堀部隆一（Netflix版）                                     |
| 2000 | クイルズ Quills                                                       | コラール博士                                      |                                                   |                                                                              |
| 2000 | 追撃者 Get Carter                                                     | クリフ・ブランビー                                |                                                   | 宮田光（ソフト版） 小林修（テレビ東京版）                                    |
| 2001 | デンジャラス・ビューティー Miss Congeniality                          | ビクター・メイング                                |                                                   | 小川真司（ソフト版、機内上映版） 羽佐間道夫（日本テレビ版）                  |
| 2002 | オースティン・パワーズ ゴールドメンバー Austin Powers in Goldmember   | ナイジェル・パワーズ                              |                                                   | 中村正                                                                       |
| 2002 | 愛の落日 The Quiet American                                           | トーマス・ファウラー                              | アカデミー主演男優賞 ノミネート                   | 大塚周夫                                                                     |
| 2003 | 逃亡犯 Quicksand                                                      | ジャック・メローズ                                | 日本劇場未公開                                    | 佐々木敏                                                                     |
| 2003 | ウォルター少年と、夏の休日 Secondhand Lions                           | ガース・マッキャン                                |                                                   | 小林修（ソフト版） 中村正（テレビ東京版）                                    |
| 2004 | ラスト・マップ/真実を探して Around the Bend                           | ヘンリー・レア                                    | 日本劇場未公開                                    | 中村正                                                                       |
| 2005 | バットマン ビギンズ Batman Begins                                     | アルフレッド・ペニーワース                        |                                                   | 小川真司（劇場公開版） 中村正（日本テレビ版） 岩崎ひろし（フジテレビ版）     |
| 2005 | 奥さまは魔女 Bewitched                                                | ナイジェル・ビゲロー                              |                                                   | 中村正                                                                       |
| 2005 | ニコラス・ケイジのウェザーマン The Weather Man                        | ロバート・スプリッツ                              | 日本劇場未公開                                    | （吹き替え版なし）                                                           |
| 2006 | トゥモロー・ワールド Children of Men                                  | ジャスパー・パルマー                              |                                                   | 大塚周夫                                                                     |
| 2006 | プレステージ The Prestige                                             | ジョン・カッター                                  |                                                   | 小島敏彦                                                                     |
| 2007 | ダイヤモンド・ラッシュ Flawless                                       | ホブス                                            | 日本劇場未公開                                    | 不明                                                                         |
| 2007 | スルース Sleuth                                                       | アンドリュー・ワイク                              |                                                   | 石田太郎                                                                     |
| 2008 | ダークナイト The Dark Knight                                          | アルフレッド・ペニーワース                        |                                                   | 小川真司（ソフト版） 糸博（テレビ朝日版）                                    |
| 2008 | 狼たちの処刑台 Harry Brown                                            | ハリー・ブラウン                                  | 日本劇場未公開                                    | 秋元羊介                                                                     |
| 2010 | インセプション Inception                                              | スティーブン・マイルズ教授                        |                                                   | 小川真司（劇場公開版） 糸博（テレビ朝日版）                                  |
| 2011 | Gnomeo & Juliet                                                       | レッドブリック卿                                  | 声の出演                                          | N/A                                                                          |
| 2011 | カーズ2 Cars 2                                                        | フィン・マックミサイル                            | 声の出演                                          | 大塚芳忠                                                                     |
| 2012 | センター・オブ・ジ・アース2 神秘の島 Journey 2: The Mysterious Island | アレキサンダー                                    |                                                   | 永井一郎                                                                     |
| 2012 | ダークナイト ライジング The Dark Knight Rises                         | アルフレッド・ペニーワース                        |                                                   | 小川真司                                                                     |
| 2013 | グランド・イリュージョン Now You See Me                               | アーサー・トレスラー                              |                                                   | 小川真司                                                                     |
| 2013 | Mr. Morgan's Last Love                                                | マシュー・モーガン                                |                                                   | N/A                                                                          |
| 2014 | アサイラム 監禁病棟と顔のない患者たち Stonehearst Asylum              | ベンジャミン・ソルト医師                          |                                                   | 辻井健吾                                                                     |
| 2014 | インターステラー Interstellar                                         | ブランド教授                                      |                                                   | 有本欽隆                                                                     |
| 2014 | キングスマン Kingsman: The Secret Service                             | アーサー                                          |                                                   | 佐々木敏                                                                     |
| 2015 | グランドフィナーレ Youth                                              | フレッド・バリンジャー                            | 第28回ヨーロッパ映画賞 男優賞 日本公開は2016年4月 | 佐々木敏                                                                     |
| 2015 | ラスト・ウィッチ・ハンター The Last Witch Hunter                      | 36代目ドーラン                                    |                                                   | 牛山茂                                                                       |
| 2016 | グランド・イリュージョン 見破られたトリック Now You See Me 2          | アーサー・トレスラー                              |                                                   | 糸博                                                                         |
| 2017 | ジーサンズ はじめての強盗 Going in Style                              | ジョー・ハーディング                              |                                                   | 有本欽隆                                                                     |
| 2017 | ダンケルク Dunkirk                                                    | フォーティス・リーダー                            | 声の出演（クレジットなし）                        | さかき孝輔                                                                   |
| 2017 | マイ・ジェネレーション ロンドンをぶっとばせ! My Generation            | 本人                                              | ドキュメンタリー映画                              |                                                                              |
| 2018 | Dear Dictator                                                         | General Anton Vincent                             |                                                   | N/A                                                                          |
| 2018 | 名探偵シャーロック・ノームズ Sherlock Gnomes                          | レッドブリック卿                                  | 声の出演                                          | 不明                                                                         |
| 2018 | キング・オブ・シーヴズ King of Thieves                                | ブライアン・リーダー                              |                                                   |                                                                              |
| 2020 | アリス&ピーター・パン はじまりの物語 Come Away                        | チャーリー                                        | 日本劇場未公開                                    | （吹き替え版なし）                                                           |
| 2020 | TENET テネット Tenet                                                  | マイケル・クロズビー卿                            |                                                   | 青森伸                                                                       |
| 2021 | スティーラーズ Twist                                                  | フェイギン                                        |                                                   | 仲野裕                                                                       |
| 2021 | ベスト・セラーズ Best Sellers                                         | ハリス・ショウ                                    |                                                   | 銀河万丈                                                                     |
| 2022 | Medieval                                                              | Lord Boresh                                       |                                                   | N/A                                                                          |
| 2023 | 2度目のはなればなれ The Great Escaper                                 | バーナード・ジョーダン                            | 引退作                                            |                                                                              |

## 受賞歴
| 賞                                   | 年     | 部門                                    | 作品                                             | 結果       |
| ------------------------------------ | ------ | --------------------------------------- | ------------------------------------------------ | ---------- |
| 英国アカデミー賞                     | 1965年 | 英国男優賞                              | 『国際諜報局』                                   | ノミネート |
| 英国アカデミー賞                     | 1966年 | 英国男優賞                              | 『アルフィー』                                   | ノミネート |
| 英国アカデミー賞                     | 1983年 | 主演男優賞                              | 『リタと大学教授』                               | 受賞       |
| 英国アカデミー賞                     | 1983年 | 主演男優賞                              | 『愛と名誉のために』                             | ノミネート |
| 英国アカデミー賞                     | 1986年 | 主演男優賞                              | 『ハンナとその姉妹』                             | ノミネート |
| 英国アカデミー賞                     | 1998年 | 主演男優賞                              | 『リトル・ヴォイス』                             | ノミネート |
| 英国アカデミー賞                     | 1999年 | 助演男優賞                              | 『サイダーハウス・ルール』                       | ノミネート |
| 英国アカデミー賞                     | 1999年 | フェローシップ賞                        | -                                                | 受賞       |
| 英国アカデミー賞                     | 2002年 | 主演男優賞                              | 『愛の落日』                                     | ノミネート |
| アカデミー賞                         | 1966年 | 主演男優賞                              | 『アルフィー』                                   | ノミネート |
| アカデミー賞                         | 1972年 | 主演男優賞                              | 『探偵スルース』                                 | ノミネート |
| アカデミー賞                         | 1983年 | 主演男優賞                              | 『リタと大学教授』                               | ノミネート |
| アカデミー賞                         | 1986年 | 助演男優賞                              | 『ハンナとその姉妹』                             | 受賞       |
| アカデミー賞                         | 1999年 | 助演男優賞                              | 『サイダーハウス・ルール』                       | 受賞       |
| アカデミー賞                         | 2002年 | 主演男優賞                              | 『愛の落日』                                     | ノミネート |
| ゴールデングローブ賞                 | 1966年 | 主演男優賞 (ドラマ部門)                 | 『アルフィー』                                   | ノミネート |
| ゴールデングローブ賞                 | 1966年 | 主演男優賞 (ミュージカル・コメディ部門) | 『泥棒貴族』                                     | ノミネート |
| ゴールデングローブ賞                 | 1972年 | 主演男優賞 (ドラマ部門)                 | 『探偵スルース』                                 | ノミネート |
| ゴールデングローブ賞                 | 1983年 | 主演男優賞 (ミュージカル・コメディ部門) | 『リタと大学教授』                               | 受賞       |
| ゴールデングローブ賞                 | 1986年 | 助演男優賞                              | 『ハンナとその姉妹』                             | ノミネート |
| ゴールデングローブ賞                 | 1988年 | 主演男優賞 (ミュージカル・コメディ部門) | 『ペテン師とサギ師/だまされてリビエラ』          | ノミネート |
| ゴールデングローブ賞                 | 1988年 | 男優賞 (ミニシリーズ・テレビ映画部門)   | 『切り裂きジャック』                             | 受賞       |
| ゴールデングローブ賞                 | 1990年 | 男優賞 (ミニシリーズ・テレビ映画部門)   | 『Jekyll & Hyde』                                | ノミネート |
| ゴールデングローブ賞                 | 1997年 | 男優賞 (ミニシリーズ・テレビ映画部門)   | 『マンデラとデクラーク』                         | ノミネート |
| ゴールデングローブ賞                 | 1998年 | 主演男優賞 (ミュージカル・コメディ部門) | 『リトル・ヴォイス』                             | 受賞       |
| ゴールデングローブ賞                 | 1999年 | 助演男優賞                              | 『サイダーハウス・ルール』                       | ノミネート |
| ゴールデングローブ賞                 | 2002年 | 主演男優賞 (ドラマ部門)                 | 『愛の落日』                                     | ノミネート |
| 全米映画批評家協会賞                 | 1966年 | 主演男優賞                              | 『アルフィー』                                   | 受賞       |
| 全米映画批評家協会賞                 | 1978年 | 主演男優賞                              | 『カリフォルニア・スイート』                     | 4位        |
| 全米映画批評家協会賞                 | 2002年 | 主演男優賞                              | 『愛の落日』                                     | 2位        |
| ゴールデンラズベリー賞               | 1980年 | 最低主演男優賞                          | 『殺しのドレス』 『アイランド』                  | ノミネート |
| ゴールデンラズベリー賞               | 1987年 | 最低助演男優賞                          | 『ジョーズ'87 復讐篇』                           | ノミネート |
| ロサンゼルス映画批評家協会賞         | 1986年 | 助演男優賞                              | 『ハンナとその姉妹』                             | 次点       |
| サン・セバスティアン国際映画祭       | 1996年 | 男優賞                                  | 『ブラッド&ワイン』                              | 受賞       |
| サン・セバスティアン国際映画祭       | 2000年 | ドノスティア賞                          | -                                                | 受賞       |
| ロンドン映画批評家協会賞             | 1997年 | ディリス・パウエル賞                    | -                                                | 受賞       |
| ロンドン映画批評家協会賞             | 1999年 | 英国助演男優賞                          | 『リトル・ヴォイス』                             | 受賞       |
| ロンドン映画批評家協会賞             | 2002年 | 主演男優賞                              | 『愛の落日』                                     | 受賞       |
| ロンドン映画批評家協会賞             | 2006年 | 英国助演男優賞                          | 『プレステージ』                                 | 受賞       |
| 全米映画俳優組合賞                   | 1998年 | キャスト賞                              | 『リトル・ヴォイス』                             | ノミネート |
| 全米映画俳優組合賞                   | 1999年 | 助演男優賞                              | 『サイダーハウス・ルール』                       | 受賞       |
| 全米映画俳優組合賞                   | 1999年 | キャスト賞                              | 『サイダーハウス・ルール』                       | ノミネート |
| ナショナル・ボード・オブ・レビュー賞 | 1998年 | 功労賞                                  | -                                                | 受賞       |
| ナショナル・ボード・オブ・レビュー賞 | 2001年 | キャスト賞                              | 『ラストオーダー』                               | 受賞       |
| ヨーロッパ映画賞                     | 2001年 | 男優賞                                  | 『ラストオーダー』                               | ノミネート |
| ヨーロッパ映画賞                     | 2015年 | 男優賞                                  | 『グランドフィナーレ』                           | 受賞       |
| ヨーロッパ映画賞                     | 2015年 | 名誉賞                                  | -                                                | 受賞       |
| サンフランシスコ映画批評家協会賞     | 2002年 | 主演男優賞                              | 『愛の落日』                                     | 受賞       |
| ゴールデン・サテライト賞             | 2002年 | 主演男優賞 (ドラマ部門)                 | 『愛の落日』                                     | 受賞       |
| バンコク国際映画祭                   | 2003年 | 男優賞                                  | 『愛の落日』                                     | 受賞       |
| リンカーン・センター映画協会         | 2004年 | チャップリン賞                          | -                                                | 受賞       |
| デトロイト映画批評家協会賞           | 2015年 | 主演男優賞                              | 『グランドフィナーレ』                           | 受賞       |
| ヴェネツィア国際映画祭               | 2017年 | Fondazione Mimmo Rotella Award          | 『マイ・ジェネレーション ロンドンをぶっとばせ!』 | 受賞       |

アカデミー賞において1960・70・80・90・2000年代の全てで個人賞にノミネートされた3人の俳優（ケインの他はジャック・ニコルソンとポール・ニューマン）のうちの1人である。

## 著作
- 映画の演技－映画を作る時の俳優の役割 Acting In Film（1990年）
  - 日本語版は矢崎滋が翻訳している。「映画の演技」劇書房, 1994.4